# うりこひめとあまのじゃく
うりこひめとあまのじゃくは、日本の昔話の1つ。
瓜から生まれた瓜子姫が主人公の日本民話。
桃太郎のように、植物から生まれた人物が活躍する民話の一つである。日本全国に広く分布しており、話の展開が地方によって異なる。
また、主人公の名前も瓜子姫のほか、「瓜姫（うりひめ）」「瓜子織姫（うりこおりひめ）」「瓜姫子（うりひめこ）」などとなる場合もある。

## 昔話の要約
ウリから産まれた瓜子姫は、おじいさんとおばあさんにたいそう大事に育てられる。
機織りが上手で、綺麗な声で歌を歌いながら機を織るのが日課。
おじいさんとおばあさんが町に買い物にでている間に天邪鬼にだまされて、連れ去られてしまう。
話の詳細は地方によって様々であり、東日本では姫が死んでしまうという結末になっているものが多い。言葉巧みに柿の木に上らされ墜落死するという筋のものや、ただ殺されるのみならず剥いだ生皮を天邪鬼がかぶり、着物を着て姫に成りすまし老夫婦に姫の肉を料理して食わせるといった陰惨な話も伝えられる。西日本では対照的に、木から吊るされたり降りられなくなっているだけで死んではおらず、助けられるという話になっていることが多い。天邪鬼の目的も単なるいたずらから、姫に成り代わり輿入れを図るなど様々である。
姫に成りすました天邪鬼が輿入れしようとするのを、木に吊るされた姫（あるいは殺された姫の骨から化生した小鳥）が告発するという内容になっているものもあり、「三つのオレンジ（シトロン）」などに代表される花嫁入れ替わり型の民話の一形態とも考えられる。
天邪鬼は物語の最後において往々にして殺される。その際にソバ畑や粟畑を馬で引き回したり、あるいは死体を捨てたために、それらの植物の茎が天邪鬼の血で赤く染まったとする由来譚になっていることが多い。これはハイヌウェレ型神話の名残をとどめているともされる。各地方で音は違うものの、瓜子姫が歌う機織りの歌や、天邪鬼と瓜子姫のやりとりをリズミカルな声を出して伝えるタイプの民話である。

## 都市伝説
現在では、夜中の12時に鏡の前で「うりこひめ」と言うと、天邪鬼が悪さをしにくると言う都市伝説がある。天邪鬼の姿は見えないが、「うりこひめ」と口にした人に鏡を使って悪さをするという。

## うりこひめとあまのじゃくが登場する作品
- 眠らない少女 - うりこひめとあまのじゃくを題材にした高橋克彦著のホラー小説。
- 朝の来ない夜に抱かれて -ETERNAL NIGHT-
- 侍道3 Plus - 刀や槍の部品を扱う少女「うりこ（売り子）」として登場。正体を現した天邪鬼に連れ去られ殺されてしまう。
- モモちゃんとアカネちゃんの本 - 劇中劇として登場する。これは作者の松谷みよ子が採話をしていた事による、一種のセルフパロディ。
- 月光条例
- 幻の木 - 諸星大二郎の漫画『妖怪ハンター』シリーズの一話。
- 川上より来たりて - 『幻の木』の続編。
- イーシャの舟 - 岩本隆雄
- ホーンテッド・キャンパス　この子のななつのお祝いに - 櫛木理宇著のホラー小説。
- 鬼灯の冷徹 - 瓜子姫が死んでしまう結末が起用されている。死後の瓜子姫が焦熱地獄で獄卒として働いており、また天邪鬼も同所で罪滅ぼしのために働いている。
- 自閉症の謎を解き明かす - 自閉症の症状の一つである反響言語とアマノジャクの様子が関連づけられている[3]。
- あまんじゃくとうりこひめ - 林光作曲、若林一郎台本によるオペラ（一幕）。
- 徒花異譚